# Arbre Saint-Michel
L'Arbre Saint-Michel est un hameau de la commune belge de Flémalle.

## Étymologie
L'archange Michel est l'un des sept archanges des religions abrahamiques. C'est notamment le saint patron de la Belgique, avec saint Joseph.
Au niveau du terminus de bus de Mons-lez-Liège, à l'entrée de la cité Beulers, un arbre avec une plaque commémorative se fait appeler "Arbre Saint-Michel", pourtant éloigné du lieu-dit.

## Géographie
Le hameau est mal définit au niveau géographique, certains le séparent du lieu-dit Othet par la nationale 677 en ne comprenant que la cité blanche et les maisons environnantes alors que la rue de l'Arbre Saint-Michel, le parc économique de l'Arbre Saint-Michel et la chapelle de l'Arbre Saint-Michel se situent de l'autre côté de la nationale.
Le hameau se situe donc approximativement entre Rossârt au nord, Mons-lez-Liège au nord-est, La Xhavée à l'est, Le Paradis au nord-est, Les Trixhes aux sud, Othet à l'ouest et les Cahottes au nord ouest. Si on doit le comprendre dans ses frontières par certaines sources, elles seraient réduites. Si on se base sur cette source, le hameau s'étend sur une petite superficie de 0,4358 km2.

### Voies de communications et transports
Si on élargis les frontières pour comprendre la rue homonyme ainsi que le parc d'activités économiques, on peut dire que la nationale 677 coupe le hameau en deux.

#### Rues de l'Arbre Saint-Michel
Par ordre alphabétique avec description:
- Avenue Théodule Gonda: l'Avenue, aussi nationale 677, coupe le hameau en deux du nord au sud. Elle rend hommage à Théodule Gonda.
- Les Bocages: se nomme ainsi car il y a des bocages derrière la rue. La rue se termine en trois culs-de-sac et seul le début des rues est compris dans le hameau.
- Rue Bois Vignette: la rue est un cul-de-sac donnant sur le bois Vignette.
- Rue Boulboule: rue en cul-de-sac, elle donne sur le lieu-dit Boulboule.
- Rue de l'Arbre Saint-Michel: elle longe du rond-point des Trixhes jusqu'au rond-point du hameau la nationale puis longe de nouveau la nationale en zigzaguant entre les talus et les champs. La rue est coupée en deux entre le hameau et le parc économique pour que les camions et autres nuisances de l'activité du parc ne dérangent pas les riverains. Elle tire son nom du lieu-dit.
- Rue de l'Expansion: la rue se nomme ainsi car elle fut créée pour l'expansion du parc d'activités économiques.
- Rue de la Bruyère: c'est une rue isolé du hameau. Un tunnel est aménagé sous la nationale pour la rejoindre. Un chemin pédestre permet d'y accéder via la cité blanche. De ce chemin pédestre jusqu'au village de Mons-lez-Liège, la rue est un chemin de terre.
- Rue de Mons-lez-Liège: la rue traverse le hameau comme définit par la source utilisée pour sa superficie. Il permet d'accéder au centre de Mons-lez-Liège depuis les Trixhes.
- Rue des Alisiers: comme les trois rues qui suivent dans la liste, elle fait partie de la cité blanche et porte le nom d'une plante ou d'un arbre. Ici, l'Alisier.
- Rue des Cytises: elle porte le nom de la cytise.
- Rue des Peupliers: elle porte le nom de peuplier.
- Rue des Pruniers: elle porte le nom de prunier.
- Rue des Vingt-Deux: seul le début de la rue est comprise dans le hameau.
- Rue Pyrie: la rue est un cul-de-sac menant au lieu-dit Othet.

## Économie

### Parc technologique et industriel de l'Arbre Saint-Michel
Le parc technologique et industriel de l'Arbre Saint-Michel se situe à proximité de la ville de Liège, de l'aéroport de Liège, de la route européenne 42, de la route nationale 677 et des quais le long de la Meuse, ce qui en fait un des parcs d'activités économiques les plus importants de la région.

### Société anonyme des Nouveaux Charbonnages de l'Arbre Saint-Michel
Cette société charbonnière, bien que portant le nom de l'Arbre Saint-Michel, s'étendait sur la commune de Saint-Georges, sur les Awirs, les Cahottes et Mons-lez-Liège ainsi que le lieu-dit. Le plus gros du charbonnage se situant près de l'arbre Saint-Michel, avec la plaque commémorative.

## Monuments
Une chapelle se situe de long de la rue de l'Arbre Saint-Michel, au niveau du rond-point avec la rue de Mons-lez-Liège. Elle est dédiée à Saint Michel.